# 四绕新萨托菌
四绕新萨托菌（学名：Neosartorya quadricincta）是属于散囊菌目发菌科新萨托菌属的一种真菌，可生长在土壤、霉玉米叶、霉菜籽、硬纸板等基物上。该种分布于中国、英国、澳大利亚、印度、尼日利亚、苏里南、美国等地。
四绕新萨托菌是四环曲霉（Aspergillus quadricingens）的有性型。